# Ашагявдан
Ашагявдан (на турски: Aşağıavdan) е село в околия Илкадъм, вилает Самсун, Турция. На около 350 метра надморска височина. Намира се на 10 км югозападно от град Самсун. Населението му през 2000 г. е 235 души. Населено е предимно с българи–мюсюлмани (помаци). Те са потомци на бежанци от село Горново, Драмско (днешна Гърция) от 1924 г.